# Walter Grottian
Walter Grottian (* 15. Februar 1909 in Frankfurt am Main; † 10. Dezember 1968 in Würzburg) war ein deutscher Politikwissenschaftler.

## Leben und Wirken
Nach dem Schulbesuch studierte Walter Grottian Nationalökonomie und Geschichte und promovierte 1938 an der Universität Berlin. Ab 1951 lehrte er an der Deutschen Hochschule für Politik in Berlin und war hier stellvertretender Leiter der Abteilung Außenpolitik. 1963 wurde er als Professor für Politikwissenschaft an die Universität Würzburg berufen, wo er bis zu seinem frühen Tod lehrte.
Grottian beschäftigte sich neben der Agrarpolitik vor allem mit der Politik der Staaten in Osteuropa und Ostasien und war ein Experte für das politische System der Sowjetunion.

## Schriften (Auswahl)
- Holz. Holzverbrauch und Holzerzeugung der Welt in der Nachkriegszeit. Bibliographisches Institut, Leipzig 1938 (Wandlungen in der Weltwirtschaft, Band 14) (= Dissertation Universität Berlin).
- Die Umsatzmengen im Weltholzhandel 1925–1938. Centre Internat. de Sylviculture, Berlin 1942.
- Die Krise der deutschen und europäischen Holzversorgung. Duncker & Humblot, Berlin 1948 (Deutsches Institut für Wirtschaftsforschung/Sonderheft, Band 1).
- Das sowjetische Regierungssystem. Westdeutscher Verlag, Köln 1956 (Die Wissenschaft von der Politik, Band 2) (2. Auflage 1965).
- Theorie und Praxis der sowjetischen Aussenpolitik unter Lenin, Stalin, Chruschtschow. Bad Godesberg 1959.
- Lenins Anleitung zum Handeln. Theorie und Praxis sowjetischer Außenpolitik. Westdeutscher Verlag, Köln 1962.
- (als Mitherausgeber): Der Sowjetkommunismus. Dokumente. Zwei Bände. Kiepenheuer & Witsch, Köln 1963/1964.